# 爱丁堡路
爱丁堡路（Rue d'Édimbourg）是巴黎第八区的一条街道，属于欧洲区的一部分。它始于罗马路59号，止于rue du Rocher。

## 名称
爱丁堡路
得名于苏格兰首府爱丁堡。

## 历史
爱丁堡路开辟于1870年，命名于1877年。

## 建筑
- 9号
- 11号[1]
- 15号
- 20号
- 26号